# San Pedro Cholula
San Pedro Cholula là một đô thị thuộc bang Puebla, México. Năm 2005, dân số của đô thị này là 113436 người.